# Korshinskia
Korshinskia là chi thực vật có hoa trong họ Apiaceae.